# Cvetelina Najdenova
Cvetelina Biserova Najdenova (in bulgaro Цветелина Бисерова Найденова?; Sofia, 28 aprile 1994) è una ginnasta bulgara, specializzata nella ginnastica ritmica.

## Palmarès

### Olimpiadi
- 1 medaglia:
  - 1 bronzo (Rio de Janeiro 2016 nel concorso a squadre)

### Mondiali
- 7 medaglie:
  - 2 ori (Montpellier 2011 nel gruppo - 3 nastri e 2 cerchi; Smirne 2014 nel concorso a squadre)
  - 2 argenti (Smirne 2014 nel gruppo - 3 palle e 2 nastri; Stoccarda 2015 nel concorso a squadre)
  - 3 bronzi (Montpellier 2011 nel concorso a squadre; Montpellier 2011 nel gruppo - 5 palle; Stoccarda 2015 nel gruppo - 6 clavette e 2 cerchi)

### Europei
- 3 medaglie:
  - 1 oro (Baku 2014 nel gruppo - 10 clavette)
  - 2 bronzi (Baku 2014 nel gruppo - 3 palle e 2 nastri; Holon 2016 nel gruppo - 6 clavette e 2 cerchi)